# Авати, Пупи
Джузеппе Авати (итал. Giuseppe Avati), более известный как Пупи Авати (итал. Pupi Avati; (3 ноября 1938, Болонья, Италия) — итальянский кинорежиссер, продюсер и сценарист.

## Биография
Пупи Авати родился в Болонье в 1938 году. После окончания школы и изучения политологии в Университете Флоренции он начал работать в компании, занимающейся замороженными продуктами. В то же время он развил страсть к джазу и стал искусным кларнетистом. Во второй половине 1950-х годов он создал группу Doctor Dixie Jazz Band в которой и играл. Участником группы был также Лучо Далла.

## Фильмография
- 1968 — «Кровные узы» / Balsamus, l’uomo di Satana
- 1969 — «Томас и заколдованные» / Thomas… gli indemoniati
- 1974 — «Мазурка барона, святой девы и фигового дерева» / La mazurka del barone, della santa e del fico fiorone
- 1976 — «Дом со смеющимися окнами» / La casa dalle finestre che ridono
- 1976 — «Бордель» / Bordellо
- 1977 — «Все покойники… кроме мертвых» / Tutti defunti… tranne i morti
- 1978 — «Джаз-бэнд» (ТВ) / Jazz band
- 1979 — /Le strelle nel fosso
- 1980 — /Cinema (ТВ сериал)
- 1981 — «Помогите мне заснуть» / Aiutami a sognare
- 1982 — /Dancing Paradise
- 1983 — «Зедер — голоса с того света»/Zeder (Voices From The Beyond)
- 1983 — «Студенческий поход» / Una gita scolastica
- 1984 — «Нас трое» / Noi tre
- 1984 — Служащие / Impiegati
- 1985 — «Выпускной вечер» / Festa di laurea
- 1986 — /Hamburger Serenade (ТВ сериал)
- 1986 — «Рождественский подарок» / Regalo di Natale
- 1986 — «В последнюю минуту» / Ultimo minuto
- 1986 — /Storie Incredibili
- 1987 — /Sposi
- 1989 — «История мальчиков и девочек» / Storia di ragazzi e di ragazze (не указан в титрах)
- 1989 — /È proibito ballare
- 1991 — «Братья и сестры» / Fratelli e sorelle
- 1991 — «Бикс» / Bix
- 1993 — «Магнификат» / Magnificat
- 1994 — /Dichiarazioni d’amore
- 1994 — «Друг детства» / L’amico d’infanzia
- 1995 — «Голоса в ночи» (ТВ мини-сериал) / Voci notturne
- 1996 — «Колдун» / L’arcano incantatore
- 1996 — «Фестиваль» / Festival
- 1998 — «Шафер» / Il testimone dello sposo
- 1999 — «Дорога ангелов» / La via degli angeli
- 2001 — «Рыцари крестового похода» / I cavalieri che fecero l’impresa
- 2003 — «Сердце не с тобой» / Il cuore altrove
- 2004 — «Рождественский реванш» / La rivincita di Natale
- 2005 — «Когда же придут девчонки?» / Ma quando arrivano le ragazze?
- 2005 — «Вторая брачная ночь» / La seconda notte di nozze
- 2007 — /La cena per farli conoscere
- 2007 — «Укрытие» / Il nascondiglio
- 2008 — «Папа Джованны» / Il papà di Giovanna
- 2009 — /Nel tepore del ballo
- 2009 — Gli amici del bar Margherita
- 2010 — Il figlio più piccolo
- 2010 — Una sconfinata giovinezza
- 2011 — Il cuore grande delle ragazze
- 2014 — Un ragazzo d'oro
- 2019 — Il signor Diavolo